# Leonato de Manoppello
Leonato de Manoppello (zm. 25 marca 1182) – włoski benedyktyn i kardynał. Jego imię podawane jest także jako Leonas i Leone.
Pochodził z rodziny hrabiów Manoppello, wygnanych ze swego hrabstwa przez króla Sycylii Rogera II ok. 1140 roku. Wstąpił do zakonu benedyktynów w klasztorze S. Clemente w Casauria (Abruzja). W 1147 został subdiakonem Świętego Kościoła Rzymskiego. W grudniu 1152 roku wybrano go na opata jego macierzystego klasztoru S. Clemente w Casauria, jednak wskutek sprzeciwu króla Rogera II (zm. 1154) i hrabiego Manoppello Boamunda dopiero trzy lata później został zatwierdzony na tym stanowisku przez papieża Adriana IV. W okresie schizmy antypapieża Wiktora IV i jego następców (1159-1178) popierał prawowitego papieża Aleksandra III, który na konsystorzu celebrowanym 21 marca 1170 roku mianował go kardynałem diakonem. Pomimo tej nominacji pozostał opatem w Casauria i nie należał do kurii papieskiej; z tego też względu nie występuje wśród sygnatariuszy bulli papieskich. W latach 1159–1179 uzyskał szereg przywilejów papieskich dla swojego opactwa. Brał udział w Trzecim Soborze Laterańskim w 1179 roku. Zmarł w 1182, pochowano go w bazylice San Erasmo w Veroli.